# Большепетровское сельское поселение
Большепетро́вское се́льское поселе́ние — упразднённое муниципальное образование в составе Торжокского района Тверской области. На территории поселения находится 21 населенный пункт.
Центр поселения — деревня Большое Петрово.
Образовано в 2005 году, включило в себя территории Большепетровского и Климовского сельских округов.
Законом Тверской области от 17 апреля 2017 года № 23-ЗО были преобразованы, путём их объединения, Будовское и Большепетровское сельские поселения в Будовское сельское поселение.

## Географические данные
- Общая площадь: 188,3 км²
- Нахождение: северо-восточная часть Торжокского района.
  - Граничит:
    - на севере — со Спировским районом, Пеньковское СП
    - на востоке — с Лихославльским районом, Барановское СП и Ильинское СП
    - на юге — с Марьинским СП и Клоковским СП
    - на западе — с Будовским СП.

## Население
По переписи 2002 года — 621 человек, на 01.01.2008 — 654 человек.
Национальный состав: русские.

## Населенные пункты
На территории поселения находятся следующие населённые пункты:

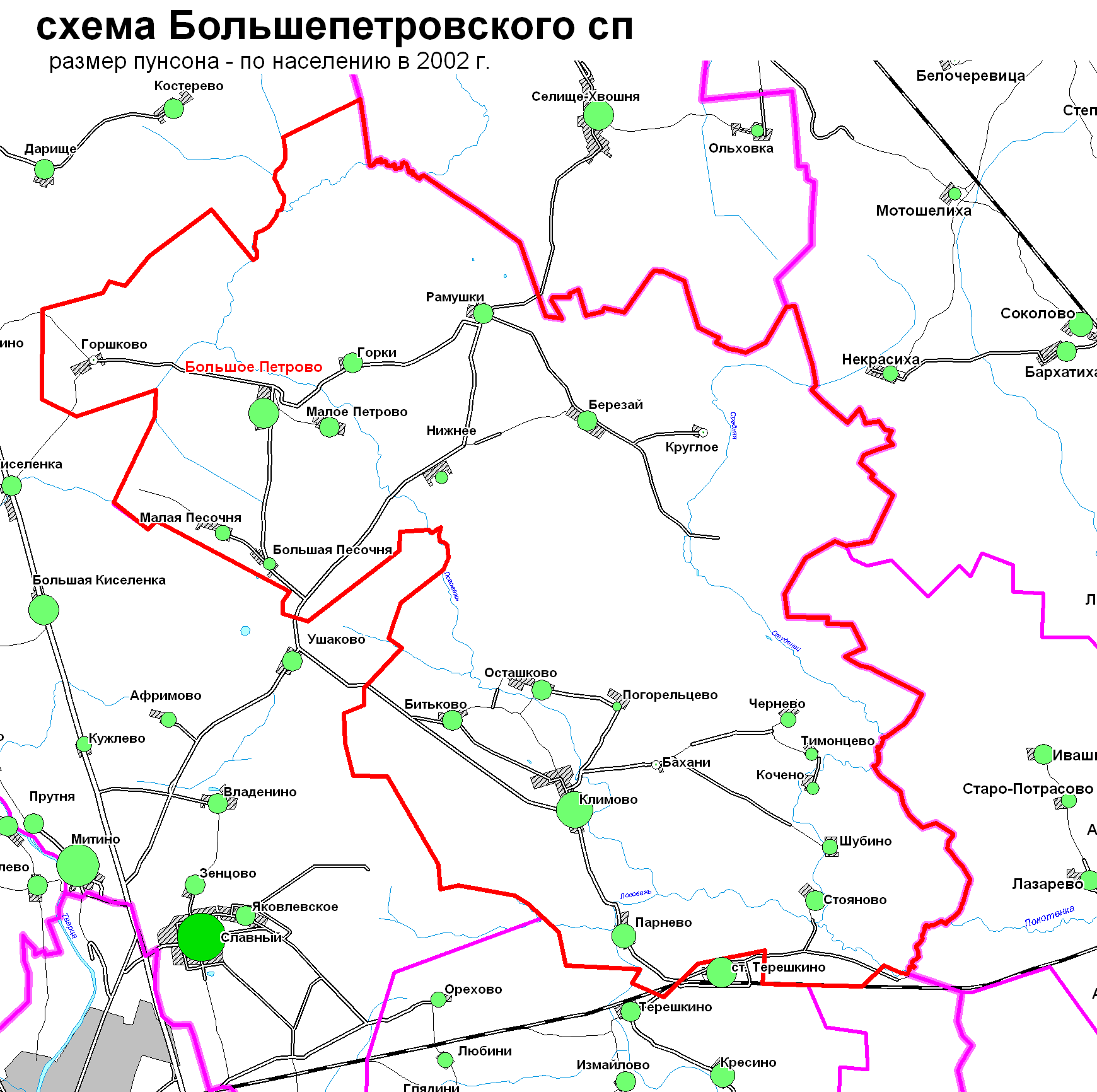
Схема Большепетровского сп

| Тип   | Название        | Население | Население | Население |
| Тип   | Название        | 1996      | 2002      | 2008      |
| ----- | --------------- | --------- | --------- | --------- |
| дер.  | Большое Петрово | 146       | 124       | 137       |
| дер.  | Березай         | 50        | 44        | 39        |
| дер.  | Большая Песочня | 1         | 2         | 10        |
| дер.  | Горки           | 18        | 25        | 21        |
| дер.  | Горшково        | 0         | 0         | 0         |
| дер.  | Круглое         | 18        | 0         | 0         |
| дер.  | Малая Песочня   | 13        | 8         | 10        |
| дер.  | Малое Петрово   | 9         | 26        | 10        |
| дер.  | Нижнее          | 2         | 3         | 0         |
| дер.  | Рамушки         | 54        | 35        | 39        |
| дер.  | Климово         | 225       | 220       | 255       |
| хутор | Бахани          | 1         | 0         | 0         |
| дер.  | Битьково        | 46        | 29        | 36        |
| дер.  | Кочено          | 5         | 2         | 13        |
| дер.  | Осташково       | 23        | 18        | 17        |
| дер.  | Парнево         | 46        | 54        | 43        |
| дер.  | Погорельцево    | 18        | 1         | 1         |
| дер.  | Стояново        | 25        | 13        | 12        |
| дер.  | Тимонцево       | 5         | 2         | 4         |
| дер.  | Чернево         | 15        | 7         | 2         |
| дер.  | Шубино          | 12        | 8         | 5         |

## История
В XI—XIV вв. территория поселения относилась к Новгородской земле и составляла часть «городовой волости» города Торжка (Нового Торга).
В XV веке присоединена к Москве.
- После реформ Петра I территория поселения входила:
  - в 1708—1727 гг. в Санкт-Петербургскую (Ингерманляндскую 1708—1710 гг.) губернию, Тверскую провинцию,
  - в 1727—1775 гг. в Новгородскую губернию, Тверскую провинцию,
  - в 1775—1796 гг. в Тверское наместничество, Новоторжский уезд,
  - в 1796—1929 гг. в Тверскую губернию, Новоторжский уезд,
  - в 1929—1935 гг. в Московскую область, Новоторжский район,
  - в 1935—1963 гг. в Калининскую область, Новоторжский район,
  - в 1963—1990 гг. в Калининскую область, Торжокский район,
  - с 1990 в Тверскую область, Торжокский район.

В середине XIX-начале XX века большинство деревень поселения относились к Климовской волости Новоторжского уезда.